# Bolesław Mroczyński
Bolesław Mroczyński (ur. 12 lutego 1935 w Nowym Mieście Lubawskim, zm. 5 stycznia 2025) – polski lekkoatleta specjalizujący się w skoku wzwyż. Medalista mistrzostw Polski, reprezentant Polski.

## Życiorys
Był zawodnikiem Ogniwa Olsztyn (1952–1954), AZS Poznań (1955-1958) i Zawiszy Bydgoszcz (1959-1966).
Na mistrzostwach Polski seniorów na otwartym stadionie zdobył cztery medale: srebrny w skoku wzwyż w 1955, brązowe w skoku wzwyż w 1957 i 1959 oraz brązowy w dziesięcioboju w 1965. 
W latach 1956-1962 wystąpił jeden sześć razy w meczach międzypaństwowym, w tym cztery razy w skoku wzwyż i dwa razy w skoku w dal (bez zwycięstw indywidualnych, dwa razy był drugi).
Był absolwentem Wyższej Szkoły Wychowania Fizycznego w Poznaniu (1958), tam w 1969 obronił pracę doktorską Kształtowanie się budowy morfologicznej i sprawności fizycznej czołowych zawodników polskich uprawiających skoki lekkoatletyczne, napisaną pod kierunkiem Zbigniewa Drozdowskiego. Na przełomie 1964 i 1965 został pierwszym kierownikiem i organizatorem Studium Wychowania Fizycznego Wyższej Szkoły Inżynierskiej w Bydgoszczy; kierował nim do 1981. Pracował też w Wyższej Szkole Pedagogicznej w Bydgoszczy.
W 1973 otrzymał odznakę „Zasłużony Działacz Kultury Fizycznej”, w 1978 został odznaczony Złotym Krzyżem Zasługi, w 1999 otrzymał Nagrodę im. Eugeniusza Piaseckiego.
Rekordy życiowe:
- skok wzwyż: 2,02 (15.09.1959)
- skok w dal: 7,50 (10.06.1962)
- trójskok: 14,97 (12.10.1963)

Jego bratem był Zbigniew Mroczyński.